# Brachyhesma
Brachyhesma is een geslacht van vliesvleugelige insecten uit de familie Colletidae.

## Soorten
- B. angularis Exley, 1977
- B. antennata Exley, 1977
- B. apicalis Exley, 1969
- B. aurata Exley, 1977
- B. barrowensis Exley, 1968
- B. bitrichopedalis Exley, 1968
- B. carnarvonensis Exley, 1977
- B. cavagnari Exley, 1968
- B. cooki Michener, 1965
- B. dedari Exley, 1968
- B. deserticola Exley, 1968
- B. femoralis Exley, 1977
- B. grossopedalis Exley, 1977
- B. healesvillensis Exley, 1968
- B. houstoni Exley, 1968
- B. hypoxantha (Rayment, 1934)
- B. incompleta Michener, 1965
- B. isae Exley, 1977
- B. josephinae Exley, 1968
- B. katherinensis Exley, 1974
- B. longicornis Exley, 1968
- B. macdonaldensis Exley, 1968
- B. matarankae Exley, 1977
- B. microxantha (Cockerell, 1914)
- B. minya Exley, 1975
- B. monteithae Exley, 1975
- B. morvenensis Exley, 1974

- B. nabarleki Exley, 1977
- B. newmanensis Exley, 1977
- B. nigricornis Exley, 1975
- B. paucivenata Exley, 1977
- B. perlutea (Cockerell, 1916)
- B. renneri Exley, 1968
- B. rossi Exley, 1968
- B. scapata Exley, 1977
- B. storeyi Exley, 1977
- B. sulphurella (Cockerell, 1913)
- B. triangularis Exley, 1977
- B. trichopterota Exley, 1968
- B. ventralis Exley, 1977
- B. wyndhami Exley, 1968